# Concots
Concots település Franciaországban, Lot megyében. Lakosainak száma 409 fő (2022. január 1.). Concots Berganty, Bach, Crégols, Cremps, Escamps, Esclauzels, Lugagnac, Saint-Cirq-Lapopie, Varaire, Belmont-Sainte-Foi és Vaylats községekkel határos.

## Népesség
A település népességének változása:
| Lakosok száma | 324  | 360  | 331  | 380  | 419  | 419  | 423  | 420  | 415  | 409  |
|               | 1968 | 1982 | 1990 | 2006 | 2013 | 2015 | 2017 | 2019 | 2020 | 2022 |